# Dennis Ritter
 Der er for få eller ingen kildehenvisninger i denne artikel, hvilket er et problem. Du kan hjælpe ved at angive troværdige kilder til de påstande, som fremføres i artiklen.

Dennis Ritter (født 8. september 1972) er uddannet journalist og arbejder på tv-stationen TV 2. Dennis Ritter er sportsjournalist på TV 2 Sporten (2004-), hvor han primært dækker cykelsport, kampsport, håndbold og fodbold. Ifølge Dennis Ritter selv bliver han ofte spurgt, om han er i familie med den danske tidligere cykelrytter Ole Ritter – grunden er jo nok navnet, samt det forhold, at Dennis Ritter ofte dækker cykelsport – men både Dennis Ritter og Ole Ritter hævder, at det ikke er tilfældet.
Dennis Ritter er født og opvokset i Herlev. Han blev sproglig student fra Herlev Gymnasium i 1991 og har senere taget en bachelorgrad i jura ved Københavns Universitet i 1996. Derefter skiftede han studie til Danmarks Journalisthøjskole, hvor han blev færdig som journalist i 2000.
Dennis Ritter har tidligere været ansat ved:
- DR Sporten (1998-2004)
- TV 2 Sportsredaktion (2004 – 2016)
- TV 2 News (2016 - Nu)

## Privat
Dennis Ritter bor til dagligt på Frederiksberg med sin mand Morten Toft.